# Kimberly Pressler
Kimberly Ann Pressler (Las Vegas, 21 maggio 1977) è una modella statunitense incoronata Miss USA 1999.

## Biografia
Kimberly Pressler vince nel 1994 il titolo di Miss New York Teen USA, che le dà la possibilità di partecipare a Miss Teen USA nello stesso anno, ma dove non riesce a superare le fasi preliminari. Cinque anni dopo, nel 1999 vince Miss New York, che le apre la strada per il prestigioso concorso Miss USA. La Pressler diventa la quarta rappresentante dello stato di New York ad essere incoronata Miss USA. Partecipa quindi a Miss Universo 1999, dove tuttavia si classifica soltanto diciannovesima.
In seguito la Pressler si è trasferita a vivere a Los Angeles, dove ha intrapreso una carriera nel mondo dello spettacolo. Il suo primo impegno è la conduzione della trasmissione Senseless Acts of Video, trasmesso per tre stagioni da MTV, a cui sono seguiti Fast and Famous, Becoming e Adrenaline X sempre sullo stesso canale. Fra le altre esperienze della Pressler si possono citare la conduzione di Miss Massachusetts per sei edizioni dal 2000 al 2005.